# زبان ژاپنی
زبان ژاپنی (日本語 نیهونگو) زبان ملی ژاپن و ژاپنی‌ها است که توسط حدود ۱۲۸ میلیون نفر گویشور به صورت بومی گفتگو می‌شود. ژاپنی به خانواده زبان‌های ژاپنی یا ژاپنی-ریوکیویی وابستگی دارد. تلاش‌های فراوانی برای پیوند زبان‌های ژاپنی با دیگر خانواده‌های زبانی همانند زبان‌های آینو، آستروآسیایی، کره‌ای و آلتایی که امروزه اعتبار خود را از دست داده‌است، انجام شده اما هیچ‌یک از این پیشنهادها در میان مراجع پذیرش گسترده‌ای نداشته‌اند.
اطلاعات کمی در مورد این زبان پیش از تاریخ یا زمانی که برای نخستین بار در ژاپن پدیدار شد، در دست است. اسناد چینی مربوط به سده سوم پس از میلاد، چند واژه ژاپنی را ثبت کردند، اما متون قابل توجه ژاپنی باستان در سده هشتم پدیدار شدند. از دوره هی‌آن (۷۹۴–۱۱۸۵)، این زبان هجوم گسترده واژگان چینی را به خود دید که بر واج‌شناسی ژاپنی میانه نخستین تأثیر گذاشت. ژاپنی میانه پسین (۱۱۸۵–۱۶۰۰) شاهد تغییرات دستوری گسترده و اولین ظهور وام‌واژه‌های اروپایی بود. پایه گویش معیار ژاپنی از منطقه کانسای به منطقه ادو (توکیو امروزی) در دوره ژاپنی نوین نخستین (اوایل سده هفدهم تا اواسط سده نوزدهم) نقل مکان کرد. پس از پایان انزوای خودخواسته ژاپن در سال ۱۸۵۳، سیل وام‌واژه‌ها از زبان‌های اروپایی به ژاپنی وارد شد و واژگان با ریشه انگلیسی فراوان شدند.
زبان ژاپنی یک زبان پبوندی و مورایی با آواشناسی نسبتاً ساده، سامانه واکه‌ای ساده، کشش واکه و تشدید و همچنین افت و خیز صوتی قابل توجه است. ترتیب واژگان معمولاً نهاد–مفعول–فعل با وندهایی است که نقش دستوری واژگان را مشخص می‌کنند. وندهای پایانی جمله برای افزودن تأثیر عاطفی یا تأکیدی یا پرسش استفاده می‌شوند. اسم‌ها شمار یا جنسیت ندارند و هیچ حرف تعریفی نیز در این زبان یافت نمی‌شود. فعل‌ها فقط برای زمان و جهت صرف می‌شوند و با شخص تغییری نمی‌کنند. صفت‌های ژاپنی نیز صرف می‌شوند.
سامانه نوشتاری ژاپنی، نویسه‌های چینی معروف به کانجی (漢字) را با دو خط هجانگار منحصر به فرد که از حروف چینی پیچیده‌تر مشتق شده‌اند یعنی هیراگانا (ひらがな یا 平仮名) و کاتاکانا (カタカナ یا 片仮名)، ترکیب می‌کند. خط لاتین (ローマ字) نیز به صورت محدود (مانند واژگان اختصاری وارداتی) در نوشتار ژاپنی استفاده می‌شود. سامانه اعداد عمدتاً از اعداد عربی و همچنین از اعداد سنتی چینی استفاده می‌کند.

## تاریخ

### پیشاتاریخ
تصور می‌شود که نیاژاپنی، نیای مشترک زبان‌های ژاپنی و ریوکیویی، توسط مهاجرانی که از شبه‌جزیره کره در اوایل تا اواسط سده چهارم پیش از میلاد (دوره یایویی) آمده‌اند، به ژاپن آورده شده و جایگزین زبان‌های ساکنان اصلی جومون از جمله نیای زبان آینو، شده‌است. از آنجا که نوشتار هنوز از چین معرفی نشده بود، هیچ مدرک مستقیمی از این دوره وجود ندارد و هر چیزی که می‌توان در مورد این دوره تشخیص داد باید بر اساس بازسازی داخلی از ژاپنی باستانی، یا مقایسه با زبان‌های ریوکیویی و گویش‌های ژاپنی باشد. 

### ژاپنی باستان

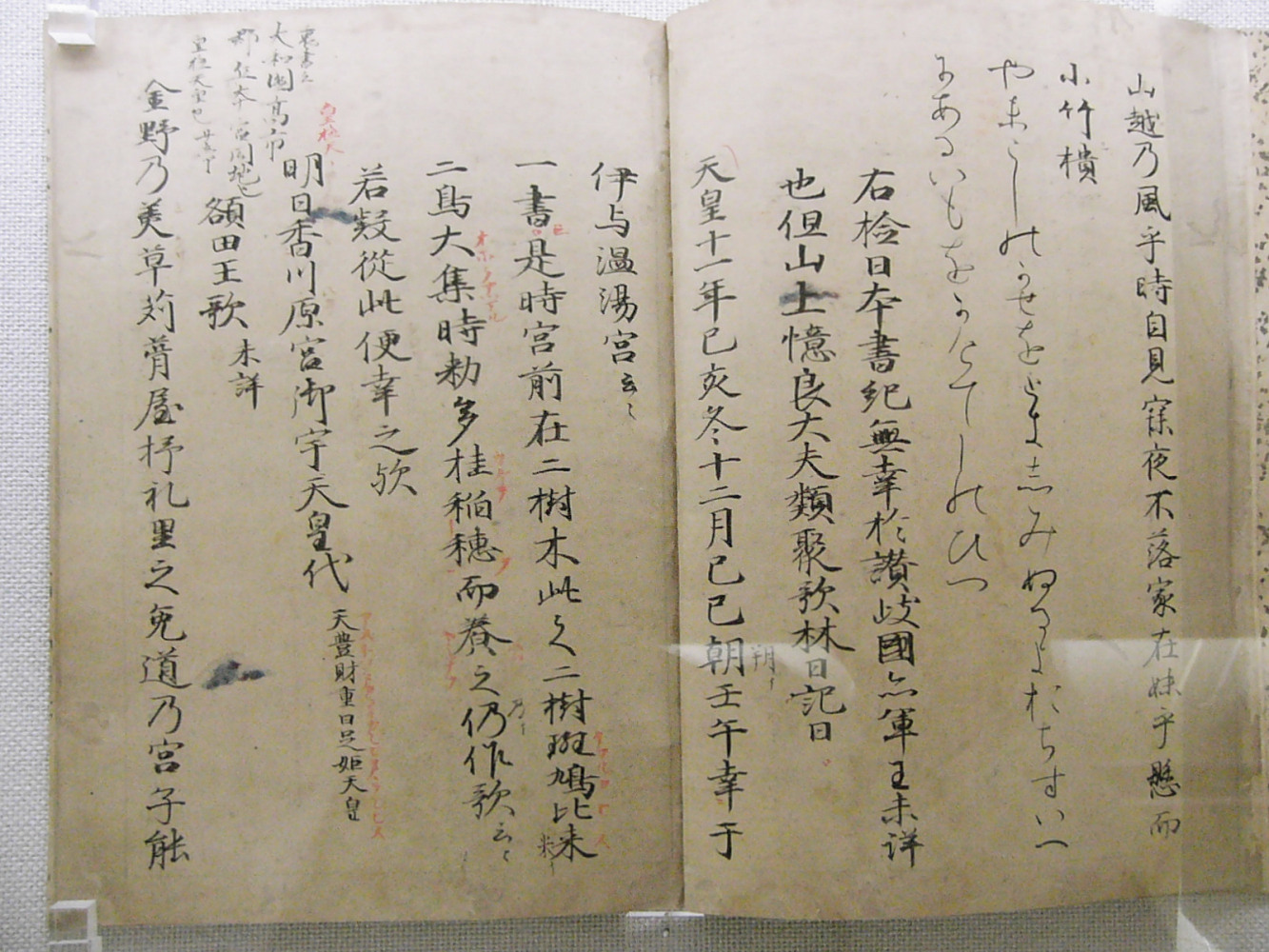
صفحه ای از مان‌یوشو، قدیمی‌ترین گلچین شعر کلاسیک ژاپنی

سامانه نوشتاری چینی در اوایل سده پنجم در کنار آیین بودایی از باکجه به ژاپن وارد شد. قدیمی‌ترین متون به زبان چینی کلاسیک نوشته شده‌اند، اگرچه برخی از آن‌ها احتمالاً با استفاده از روش کانبون به عنوان ژاپنی خوانده می‌شوند و تأثیرات دستور زبان ژاپنی مانند ترتیب واژگان ژاپنی را نشان می‌دهند. نخستین متن ژاپنی کوجیکی، مربوط به اوایل سده هشتم است و کاملاً با حروف چینی نوشته شده‌است، که در زمان‌های مختلف برای نمایش چینی، کانبون و ژاپنی باستان استفاده می‌شود. بخش‌های ژاپنی باستان مانند سایر متون این دوره به مان‌یوگانا نوشته شده‌اند که از کانجی برای ارزش‌های آوایی و معنایی آن‌ها استفاده می‌کند.
بر اساس سامانه مان‌یوگانا، ژاپنی باستان را می‌توان با ۸۸ هجای متمایز بازسازی کرد. متون نوشته شده با مان‌یوگانا از دو مجموعه مختلف کانجی برای هر یک از هجاهایی که اکنون تلفظ می‌شوند استفاده می‌کنند. این مجموعه از هجاها در ژاپنی میانه نخستین به ۶۷ کاهش یافت، اگرچه برخی از آن‌ها با نفوذ چینی‌ها اضافه شدند.
امروزه چندین ساختار باستانی از عناصر دستوری ژاپنی باستانی در زبان امروزی باقی مانده‌است.

### ژاپنی میانه نخستین

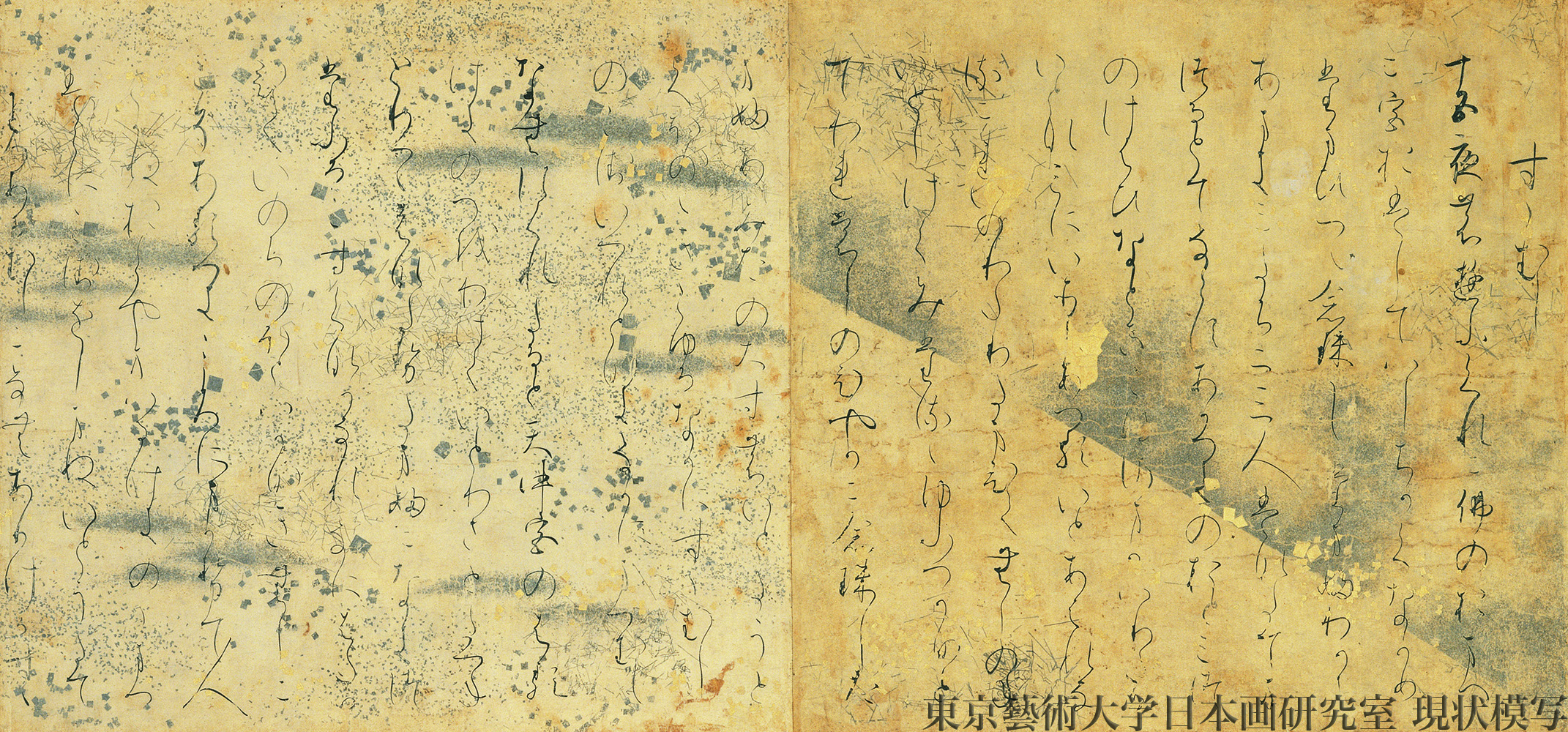
یک اماکی از داستان گنجی در سده ۱۲

ژاپنی میانه نخستین، ژاپنی دوره هی‌آن از ۷۹۴ تا ۱۱۸۵ است. این زبان پایه زبان ادبی ژاپنی کلاسیک است که تا اوایل سده ۲۰ در استفاده عمومی باقی ماند. در طول این زمان، ژاپنی تحت تحولات فراوانی واجی قرار گرفت که در بسیاری از موارد توسط سیل وام‌واژگان چینی آغاز شدند.

### ژاپنی میانه پسین
ژاپنی میانه پسین سال‌های ۱۱۸۵ تا ۱۶۰۰ را پوشش می‌دهد و معمولاً به دو بخش تقسیم می‌شود که تقریباً معادل دوره کاماکورا و دوره موروماچی است. اشکال متاخر ژاپنی میانه پسین اولین مواردی است که توسط منابع غیربومی همچون مبلغان یسوعی و فرانسیسکن توصیف شده‌است؛ بنابراین مستندات بهتری از واج‌شناسی ژاپنی میانه پسین نسبت به گونه‌های پیشین وجود دارد. در این دوره نیز شاهد تغییرات آوایی هستیم و برخی از اشکال آشناتر به زبان ژاپنی امروزی پدیدار می‌شوند.
ژاپنی میانه پسین اولین وام‌واژه‌ها را از زبان‌های اروپایی دارد - کلمات رایجی که در این دوره به ژاپنی قرض گرفته شده‌اند عبارتند از pan («نان») و tabako («تنباکو»، اکنون «سیگار») که هر دو از پرتغالی هستند.

### ژاپنی نوین

درصد زبان‌های مورد استفاده بر روی اینترنت - ژاپنی ۴٪

ژاپنی مدرن با دوره ادو (که از ۱۶۰۳ تا ۱۸۶۷ طول کشید) آغاز می‌شود. از ژاپنی باستان، ژاپنی معیار عملاً گویش منطقه کانسای، به ویژه کیوتو، بود. با این حال، در طول دوره ادو، ادو (توکیو فعلی) به بزرگ‌ترین شهر ژاپن تبدیل شد و گویش منطقه ادو به ژاپنی معیار تبدیل شد. از زمان پایان انزوای خودخواسته ژاپن در سال ۱۸۵۳، جریان وام‌واژه‌ها از زبان‌های اروپایی به‌طور قابل توجهی افزایش یافته‌است. این دوره از سال ۱۹۴۵ شاهد ورود بسیاری از وام‌واژه‌ها از زبان‌های دیگر، مانند آلمانی، پرتغالی و انگلیسی بوده‌است. بسیاری از وام‌واژه‌های انگلیسی به ویژه به فناوری مربوط می‌شوند — برای مثال، pasokon (مخفف «رایانه شخصی»)، intānetto («اینترنت») و kamera («دوربین»).

## پراکندگی جغرافیایی

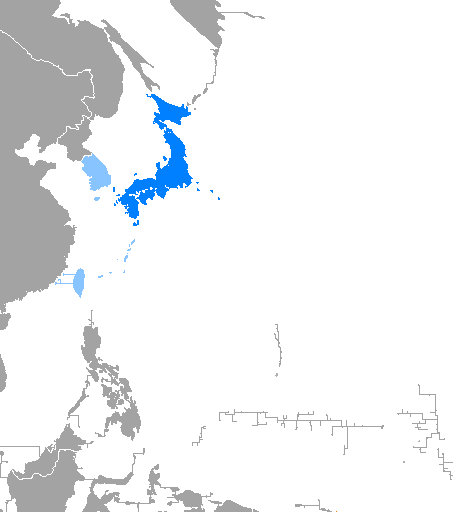
پراکندگی زبان ژاپنی

اگرچه ژاپنی تقریباً منحصرا در ژاپن صحبت می‌شود اما در خارج از این کشور نیز رایج است. پیش و در طول جنگ جهانی دوم، مردم محلی در تایوان و کره و بخش‌هایی از چین، فیلیپین و جزایر مختلف اقیانوسیه به دلیل اشغال ژاپن، ژاپنی را به عنوان زبان امپراتوری یادمی‌گرفتند. در نتیجه بسیاری از افراد مسن در این کشورها هنوز می‌توانند ژاپنی صحبت کنند.
جوامع مهاجر ژاپنی که بزرگ‌ترین آن‌ها در برزیل با حدود ۱٫۵ میلیون و در ایالات متحده با بیش از ۱٫۲ میلیون نفر، یافت می‌شوند، ژاپنی را به عنوان زبان اصلی سخن می‌گویند. تقریباً ۱۲٪ از ساکنان هاوایی به ژاپنی صحبت می‌کنند، که در سال ۲۰۰۸ حدود ۱۲٫۶٪ از جمعیت آنجا ژاپنی‌تبار تخمین زده شدند. همچنین مهاجران ژاپنی را می‌توان در پرو، آرژانتین، استرالیا (به ویژه در ایالت‌های شرقی)، کانادا (به ویژه در ونکوور که ۱٫۴ درصد از جمعیت آن تبار ژاپنی دارند)، ایالات متحده (به ویژه هاوایی و کالیفرنیا)، و فیلیپین (به ویژه در منطقه داوائو و استان لاگونا) یافت.

### وضعیت رسمی
ژاپنی هیچ وضعیت رسمی در ژاپن ندارد، اما بالفعل زبان ملی این کشور است. شکلی از زبان معیار به عنوان هیوجونگو (標準語) به معنی «ژاپنی معیار» یا کیوتسوگو (共通語) «زبان مشترک» پذیرفته شده‌است. معانی این دو اصطلاح تقریباً یکسان است. هیوجونگو یا کیوتسوگو مفهومی است که همتای گویش را تشکیل می‌دهد. این زبان هنجاری در اواخر سده ۱۹ از زبانی که توسط طبقه بالاتر توکیو صحبت می‌شد، زاده شد. هیوجونگو در مدارس تدریس می‌شود و در تلویزیون و ارتباطات رسمی مورد استفاده قرار می‌گیرد. در این مقاله نیز از این نسخه استفاده می‌شود.
در گذشته ژاپنی نوشتاری به نام بونگو (文語) با ژاپنی عامیانه به نام کوگو (口語) متفاوت بود. این دو گونه قواعد دستوری متفاوتی داشتند و در واژگان نیز اندکی تفاوت دیده می‌شد. بونگو تا حدود سال ۱۹۰۰ روش اصلی نوشتن ژاپنی بود. از آن زمان کوگو به تدریج نفوذ خود را گسترش داد و این دو روش تا دهه ۱۹۴۰ هر دو مورد استفاده قرار می‌گرفتند. بونگو هنوز هم برای تاریخ‌نگاران، پژوهشگران ادبی و حقوق‌دانان اهمیت دارد (بسیاری از قوانین ژاپنی مربوط به پیش از جنگ جهانی دوم به زبان بونگو نوشته شده‌اند، اگرچه تلاش‌های مداومی برای امروزی کردن زبان آن‌ها وجود دارد). کوگو امروزه روش غالب صحبت کردن و نوشتن ژاپنی است، اگرچه دستور و واژگان بوتگو گاهی اوقات در ژاپنی نوین برای تأثیر استفاده می‌شود.
قانون اساسی ۱۹۸۲ ایالت آنگور در پالائو، ژاپنی را به همراه پالائویی و انگلیسی به عنوان زبان رسمی ایالت نامیده‌است. با این حال، نتایج سرشماری سال ۲۰۰۵ نشان می‌دهد که در آوریل ۲۰۰۵ هیچ ساکن معمولی یا قانونی با سن ۵ سال یا بیشتر در آنگور وجود نداشت که در خانه به زبان ژاپنی صحبت کند.

### گویش‌ها و فهم متقابل

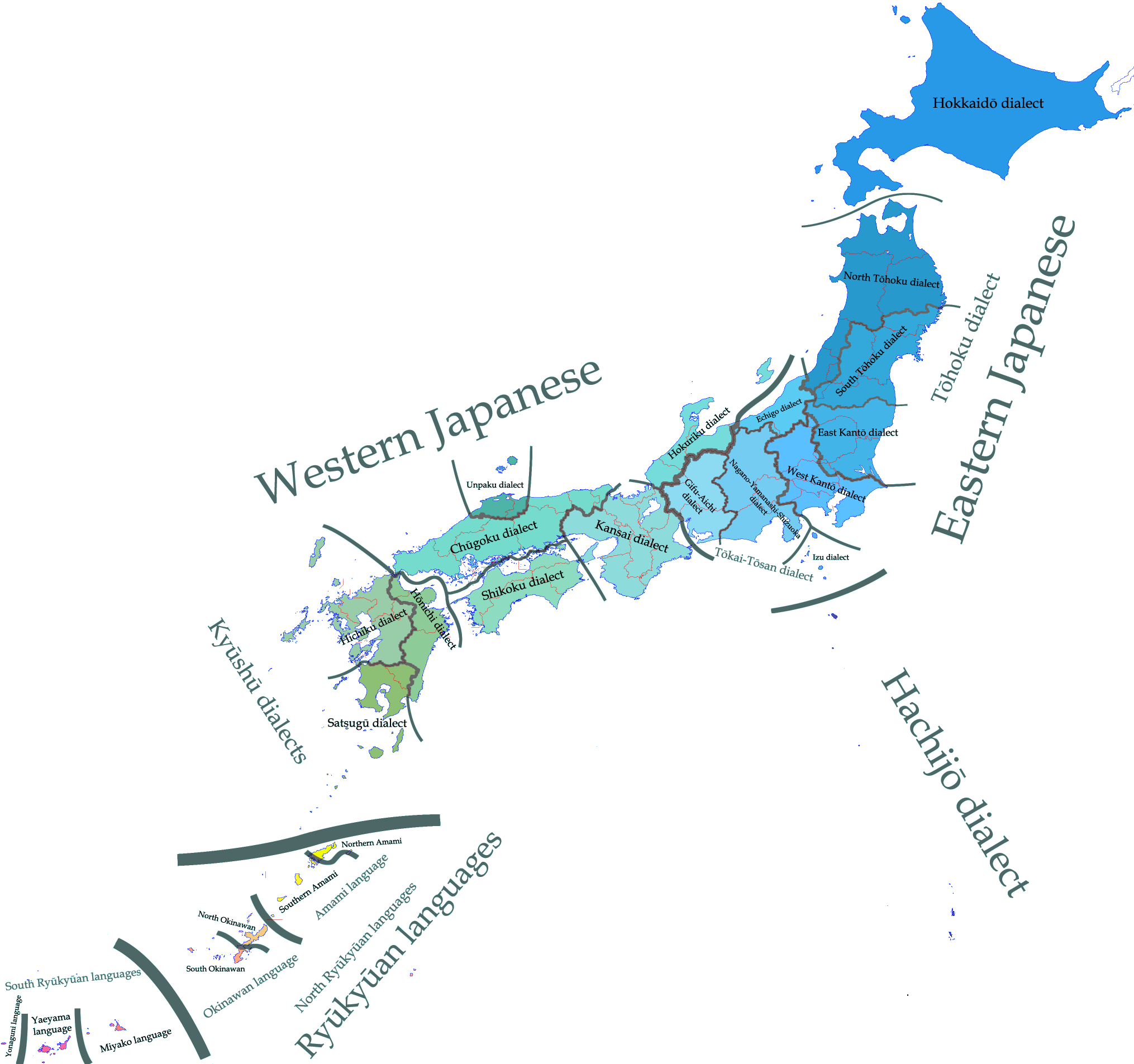
نقشه گویش‌ها و زبان‌های ژاپنی

گویش‌های ژاپنی معمولاً از نظر زیر و بم صوتی، صرف، واژگان و استفاده از وندها متفاوت هستند. برخی حتی در واکه‌ها و همخوان‌ها نیز متفاوت هستند، اگر چه این غیر معمول است.
از نظر فهم متقابل، یک نظرسنجی در سال ۱۹۶۷ نشان داد که چهار گویش نامفهوم (به استثنای زبان‌های ریوکیویی و گویش‌های توهوکو) برای دانشجویان توکیوی بزرگ، لهجه کیسو (در کوه‌های دور استان ناگانو)، گویش هیمی (در منطقه تویاما)، گویش کاگوشیما و همچنین مانیوا (در استان اوکایاما) هستند. شرکت‌کندگان این نظرسنجی همه دانشجوی دانشگاه کیئو بودند که در منطقه کانتو بزرگ شدند.
| گویش | شهر کیوتو | اوگاتا، کوچی | تاتسوتا، آیچی | شهر کوماموتو | شهر اوزاکا | کاناگی، شیمانه | مانیوا، اوکایاما | شهر کاگوشیما | کیسو، ناگانو | هیمی، تویاما |
| درصد | ۶۷٫۱٪     | ۴۵٫۵٪        | ۴۴٫۵٪         | ۳۸٫۶٪        | ۲۶٫۴٪      | ۲۴٫۸٪          | ۲۴٫۷٪            | ۱۷٫۶٪        | ۱۳٫۳٪        | ۴٫۱٪         |

در روستاهای کوهستانی یا جزایر منزوی مانند جزیره هاچیجو-جیما زبان‌هایی وجود دارد که ریشه آن‌ها از گویش شرقی ژاپنی باستان گرفته شده‌است. امروزه گویش منطقه کانسای توسط بسیاری از ژاپنی‌ها صحبت یا حداقل فهمیده می‌شود و گویش اوساکا به ویژه با کمدی مرتبط است. گویش‌های توهوکو و کانتوی شمالی با کشاورزان معمولی مرتبط است.
زبان‌های ریوکیویی، که در اوکیناوا و جزایر آمامی (از لحاظ اداری بخشی از کاگوشیما) صحبت می‌شوند، آنقدر متمایز هستند که به عنوان شاخه‌ای جداگانه از خانواده ژاپنی محسوب می‌شوند. نه تنها هر زبان ریوکیویی برای ژاپنی‌زبانان نامفهوم است، بلکه بیشتر آن‌ها برای کسانی که به سایر زبان‌های ریوکیویی صحبت می‌کنند نیز نامفهوم است. با این حال، برخلاف زبان‌شناسان، بسیاری از مردم عادی ژاپنی تمایل دارند که زبان‌های ریوکیویی را به عنوان گویش‌های ژاپنی در نظر بگیرند. دربار امپراتوری نیز به نظر می‌رسد که گونه‌ای غیرعادی از ژاپنی‌های آن زمان صحبت کرده‌است. به احتمال زیاد این گونه شکل گفتاری زبان ژاپنی کلاسیک بود، سبک نوشتاری که در دوره هی‌آن رایج بود، اما در اواخر دوره میجی شروع به افول کرد. زبان‌های ریوکیویی توسط تعداد رو به کاهشی از افراد مسن صحبت می‌شود، بنابراین یونسکو آن‌ها را به عنوان زبان در معرض خطر طبقه‌بندی کرده‌است، زیرا ممکن است تا سال ۲۰۵۰ منقرض شوند. جوانان بیشتر از ژاپنی استفاده می‌کنند و نمی‌توانند زبان‌های ریوکیوییی را بفهمند. ژاپنی اوکیناوایی گونه‌ای از ژاپنی معیار است که تحت تأثیر زبان‌های ریوکیویی قرار گرفته‌است. این گویش اصلی است که در میان جوانان در جزایر ریوکیو صحبت می‌شود.
ژاپنی نوین در سراسر کشور (از جمله جزایر ریوکیو) به دلیل آموزش، رسانه‌های گروهی و افزایش مهاجرت‌ها در ژاپن و همچنین یکپارچگی اقتصادی رایج شده‌است.

## دسته‌بندی
ژاپنی عضوی از خانواده زبان‌های ژاپنی است که شامل زبان‌های ریوکیویی نیز می‌شود که در جزایر ریوکیو صحبت می‌شوند. از آنجایی که این زبان‌های نزدیک به هم معمولاً به‌عنوان گویش‌های یک زبان در نظر گرفته می‌شوند، ژاپنی اغلب یک زبان منزوی نامیده می‌شود.
ژاپنی بیش از هر زبان دیگری در جهان برای نشان دادن رابطه خود با سایر زبان‌ها تلاش کرده‌است.  از زمانی که زبان ژاپنی برای اولین بار در اواخر سده ۱۹ مورد توجه زبان‌شناسان قرار گرفت، تلاش‌هایی برای نشان دادن رابطه تباری آن با زبان‌ها یا خانواده‌های زبانی مانند آینو، کره‌ای، چینی، تبتی-برمه‌ای، اورالی، آلتایی (یا اورال آلتایی)، مون-خمر و مالایو-پلی‌نزیایی انجام شده‌است. برخی از زبان‌شناسان در حاشیه نیز پیوندی به زبان‌های هندواروپایی از جمله یونانی را پیشنهاد کرده‌اند. نظریه‌های اصلی امروزی سعی می‌کنند ژاپنی را یا به زبان‌های آسیای شمالی، مانند کره‌ای یا خانواده بزرگ‌تر آلتایی، یا به زبان‌های مختلف آسیای جنوب شرقی، به‌ویژه آسترونزیایی، پیوند دهند. هیچ‌یک از این پیشنهادها مورد استقبال گسترده قرار نگرفته‌است (و خود خانواده آلتایی اکنون بحث‌برانگیز در نظر گرفته می‌شود).   امروزه تنها پیوند به ریوکیویی پشتیبانی گسترده‌ای دارد. 
تئوری‌های دیگر، زبان ژاپنی را به عنوان یک زبان کریول اولیه که از طریق ورودی‌های حداقل دو گروه زبانی متمایز شکل گرفته یا به عنوان یک زبان مجزا می‌بینند که جنبه‌های مختلفی را از زبان‌های همسایه جذب کرده‌است.

## واج‌شناسی

### واکه‌ها

واکه‌های ژاپنی معیار

ژاپنی دارای پنج واکه با کشش واکه است که هر کدام یک نسخه کوتاه و یک بلند دارند. واکه‌های کشیده معمولاً با یک خط روی واکه (ماکرون) در روماجی، یک نویسه تکراری در هیراگانا، یا یک چونپو به جای واکه در کاتاکانا نشان داده می‌شوند.
|       | پیشین | مرکزی | پسین |
| ----- | ----- | ----- | ---- |
| بسته  | i     |       | ɯ    |
| میانی | e     |       | o    |
| باز   |       | a     |      |

### همخوان‌ها
برخی از همخوان‌های ژاپنی چندین واج‌گونه دارند که ممکن است تصوری از موجودی بزرگ‌تری از صداها را ایجاد کند. با این حال، برخی از این واج گونه‌ها از آن زمان به بعد آوایی شده‌اند.
|           | دولبی    | لثوی                                   | لثوی- کامی                               | کامی     | نرم‌کامی                                 | ملازی    | چاکنایی  |
| --------- | -------- | -------------------------------------- | ---------------------------------------- | -------- | --------------------------------------- | -------- | -------- |
| خیشومی    | m        | n                                      | (Error: {{آوا}}: برچسب زبان ناشناخته: ɲ̟) |          | (ŋ)                                     | (ɴ)      |          |
| انفجاری   | p b      | t d                                    |                                          |          | k ɡ                                     |          |          |
| انسایشی   |          | (t͡s) (d͡z)                              | (t͡ɕ) (d͡ʑ)                                |          |                                         |          |          |
| سایشی     | (ɸ)      | s z                                    | (ɕ) (ʑ)                                  | (ç)      |                                         |          | h        |
| روان      |          | Error: {{آوا}}: برچسب زبان ناشناخته: ɾ |                                          |          |                                         |          |          |
| نیم‌واکه   |          |                                        |                                          | j        | Error: {{آوا}}: برچسب زبان ناشناخته: ɰᵝ |          |          |
| توجه ویژه | /N/، /Q/ | /N/، /Q/                               | /N/، /Q/                                 | /N/، /Q/ | /N/، /Q/                                | /N/، /Q/ | /N/، /Q/ |

## دستور
ترتیب واژگان ژاپنی به عنوان نهاد–مفعول–فعل دسته‌بندی می‌شود. بر خلاف بسیاری از زبان‌های هندواروپایی، تنها قاعده دقیق ترتیب کلمات این است که فعل باید در انتهای جمله قرار گیرد. این به این دلیل است که عناصر جمله ژاپنی با وندهایی مشخص می‌شوند که عملکرد دستوری آن‌ها را مشخص می‌کند.
همچنین بسته به جنسیت سخنرانان ممکن است از ویژگی‌های مختلف زبانی استفاده کنند. زبان‌گونه معمولی استفاده‌شده توسط زنان جوسیگو (女性語) و دیگری که توسط مردان استفاده می‌شود، دانسیگو (男性語) نامیده می‌شوند. جوسیگو و دانسیگو از چندین جنبه از جمله ضمایر اول شخص (مانند واتاشی یا اتاشی (私) برای زنان و بوکو (僕) برای مردان) و وندهای پایانی جمله (مانند وا (わ)، نا نو (なの) یا کاشیرا (かしら) برای جوسیگو یا زو (ぞ), دا (だ) یا یو (よ) برای دانسیگو) تفاوت دارند. افزون بر این تفاوت‌های خاص، عبارات و افت و خیز صوتی نیز می‌تواند متفاوت باشد. برای نمونه جوسیگو ملایم‌تر، مودبانه‌تر، تصفیه‌شده، غیرمستقیم، متواضعانه و شگفت‌آور است و اغلب با خیز صوتی همراه است.

### ادب
ژاپنی دارای یک سیستم دستوری گسترده برای بیان احترام و گفتار رسمی است. این نشان‌دهنده ماهیت سلسله مراتبی جامعه ژاپن است.
زبان ژاپنی می‌تواند سطوح متفاوتی را در موقعیت‌های اجتماعی متفاوت بیان کند. تفاوت در موقعیت اجتماعی توسط عوامل مختلفی از جمله شغل، سن، تجربه یا حتی وضعیت روانی تعیین می‌شود (به عنوان مثال، شخصی که درخواست لطف می‌کند، مودبانه این کار را انجام می‌دهد). انتظار می‌رود فردی که در جایگاه پایین‌تر قرار دارد، از شکلی مودبانه استفاده کند، در حالی که فرد دیگر ممکن است از یک گونه ساده‌تر استفاده کند. غریبه‌ها نیز مودبانه با یکدیگر صحبت خواهند کرد. کودکان ژاپنی تا سنین نوجوانی به ندرت از گفتار مودبانه استفاده می‌کنند، در این مرحله از آن‌ها انتظار می‌رود که صحبت کردن را به شیوه بزرگسالی شروع کنند.
در حالی که تینیگو (丁寧語؛ زبان مودبانه) معمولاً یک سامانه تصریفی است، سونکیجو (尊敬語؛ زبان محترمانه) و کنجوگو (謙譲語؛ زبان متواضعانه) اغلب از بسیاری از فعل‌های جایگزین محترمانه و متواضعانه استفاده می‌کنند: ایکو «رفتن» به شکل مؤدبانه به ایکیماسو تبدیل می‌شود، اما در گفتار محترمانه با ایریسشارو و در گفتار متواضعانه با اوکاگائو یا مایرو جایگزین می‌شود.

## واژگان
سه منبع اصلی واژگان در زبان ژاپنی یاماتو کوتوبا (大和言葉) یا واگو (和語)، کانگو (漢語) و گایرایگو (外来語) هستند.
زبان اصلی ژاپن، یا حداقل زبان اصلی یک جمعیت خاص که نیاکان بخش قابل توجهی از ملت تاریخی و فعلی ژاپن بودند، به اصطلاح یاماتو کوتوبا (大和言葉 یا به ندرت 大和詞، یعنی «واژگان یاماتو») بود که در زمینه‌های علمی گاهی به عنوان واگو (和語 یا به ندرت 倭語، یعنی «زبان وا») شناخته می‌شود. افزون بر واژگان این زبان اصلی، ژاپنی امروزی شامل شماری از کلمات است که یا از چینی وام گرفته شده‌اند یا از ریشه چینی بر اساس الگوهای چینی ساخته شده‌اند. این کلمات، به نام کانگو (漢語) از سده پنجم به بعد از طریق تماس با فرهنگ چینی وارد این زبان شد. بر پایه واژه‌نامه ژاپنی شینسن کوکوگو جیتن (新選国語辞典)، کانگو ۴۹٫۱٪ از کل واژگان را شامل می‌شود، واگو ۳۳٫۸٪ و سایر واژگان خارجی یا گایرایگو (外来語) ۸٫۸٪ را تشکیل می‌دهد و ۸٫۳٪ باقیمانده کلمات ترکیبی یا کونشوگو (混種語) هستند که دارای عناصر از بیش از یک زبان هستند.
همچنین واژگان فراوانی با منشأ تقلیدی در ژاپنی وجود دارد؛ چرا که ژاپنی‌ها مجموعه‌ای غنی از نمادهای صوتی، برای نام‌آواها و دیگر واژگان انتزاعی‌تر دارند. اندکی از واژگان نیز از زبان آینو به ژاپنی آمده‌است. توناکای (گوزن شمالی)، راککو (سمور دریایی) و شیشامو (سیمین‌ماهی) نمونه‌های شناخته‌شده‌ای از واژگان با منشأ آینو هستند.
واژگان با ریشه‌های مختلف در زبان ژاپنی گونه‌های کاربردی مختلفی را دارا می‌باشند. همانند وام‌واژه‌های عربی در فارسی، واژه‌های کانگو معمولاً در مقایسه با واژگان یاماتو معادل تا حدودی رسمی یا علمی‌تری دارند. در واقع، به‌طور کلی می‌توان گفت یک واژه فارسی مشتق‌شده از ریشه عربی معمولاً با یک واژه چینی در ژاپنی مطابقت دارد، در حالی که یک واژه فارسی سره بهتر است با یاماتو ترجمه شود.
ترکیب واژگان از زبان‌های اروپایی، گایرایگو با وام‌گیری از پرتغالی در سده ۱۶ آغاز شد و به دنبال آن واژگانی از هلندی در طول انزوای طولانی ژاپن در دوره ادو وارد ژاپنی شد. با اصلاحات میجی و بازگشایی ژاپن در سده ۱۹، وام‌گیری از آلمانی، فرانسوی و انگلیسی آغاز شد. امروزه بیشتر وام‌ها از انگلیسی هستند.

## نوشتار

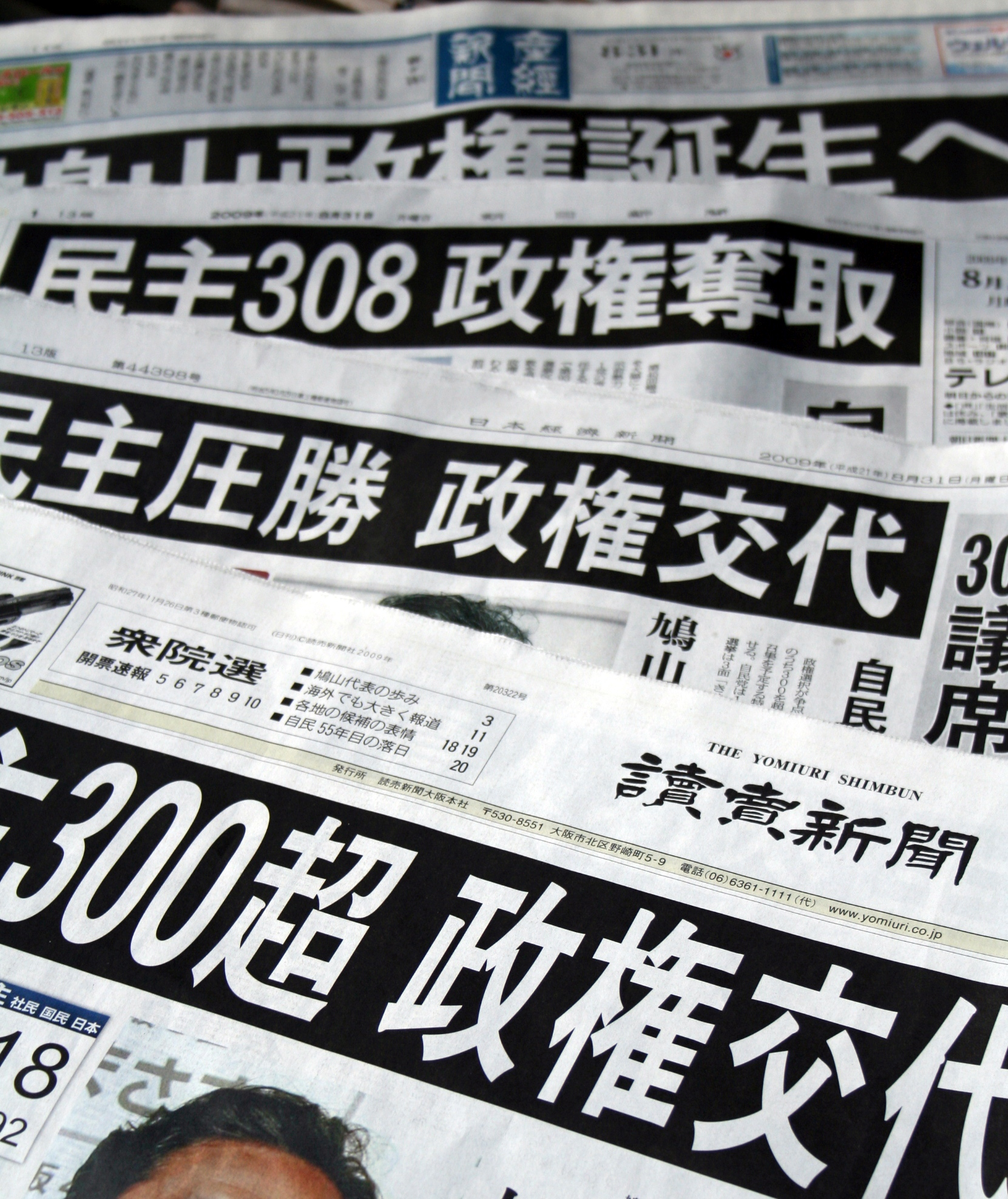
روزنامه‌های ژاپن

سواد پیش از قرن پنجم به شکل سامانه نوشتاری چینی از طریق باکجه به ژاپن معرفی شد. پادشاه ژاپن بو با استفاده از این زبان، در سال ۴۷۸ میلادی درخواستی به امپراتور چین شون لیو سونگ ارسال کرد. بدین ترتیب امپراتوران ژاپن استفاده از حروف چینی را از سده هفتم و هشتم گسترش دادند.
در ابتدا، ژاپنی‌ها به زبان چینی کلاسیک می‌نوشتند و نام‌های ژاپنی را نویسه‌هایی برای معانی آن‌ها و نه صداهای آن‌ها نشان می‌دادند. بعدها، در طول سده هفتم میلادی، از اصل واج با صدای چینی برای نوشتن شعر و نثر خالص ژاپنی استفاده شد، اما برخی از واژگان ژاپنی هنوز با نویسه‌های معنایشان نوشته می‌شدند و نه صدای اصلی چینی. این زمانی است که تاریخ ژاپنی به عنوان یک زبان نوشتاری به خودی خود آغاز می‌شود. در این زمان، زبان ژاپنی از پیش بسیار متمایز از زبان‌های ریوکیویی بود.
نمونه ای از این سبک ترکیبی کوجیکی است که در سال ۷۱۲ میلادی نوشته شده‌است. سپس نویسندگان ژاپنی شروع به استفاده از حروف چینی برای نوشتن ژاپنی به سبکی به نام مان‌یوگانا کردند، خطی هجایی که از حروف چینی برای صداهای خود استفاده می‌کرد تا واژگان گفتاری ژاپنی را هجا به هجا رونویسی کند.
با گذشت زمان، یک سامانه نوشتاری تکامل یافت. نویسه‌های چینی (کانجی) برای نوشتن واژگانی که از چینی وام گرفته شده بودند یا واژگان ژاپنی با معانی یکسان یا مشابه استفاده می‌شد. از این نویسه‌ها همچنین برای نوشتن عناصر دستوری مورد استفاده قرار گرفت، ساده شد و در نهایت به دو خط هجایی تبدیل شد: هیراگانا و کاتاکانا که بر اساس مان‌یوگانا توسعه یافتند. برخی از پژوهشگران ادعا می‌کنند که مان‌یوگانا از باکجه سرچشمه گرفته‌است، اما این فرضیه توسط دانشمندان جریان اصلی ژاپن رد شده‌است.
هیراگانا و کاتاکانا برای اولین بار با ساده کردن کانجی ایجاد شدند. هیراگانا که در حدود سده ۹ در حال پدیداری بود، در آغاز عمدتاً توسط زنان استفاده می‌شد. هیراگانا به عنوان یک زبان غیررسمی دیده می‌شد، در حالی که کاتاکانا و کانجی رسمی‌تر در نظر گرفته شد و به‌طور معمول توسط مردان و در منابع رسمی مورد استفاده قرار گرفتند. با این حال، به دلیل دسترسی بیشتر هیراگانا، مردم بیشتر و بیشتری شروع به استفاده از آن کردند. سرانجام در سده ۱۰ هیراگانا توسط همه مورد استفاده قرار گرفت.
ژاپنی نوین در ترکیبی از سه سامانه اصلی نوشته می‌شود: کانجی، نویسه‌هایی با منشأ چینی که برای نمایش وام‌واژه‌های چینی به ژاپنی و تعدادی از تکواژهای بومی ژاپنی استفاده می‌شوند، و دو خط هجانگار: هیراگانا و کاتاکانا. خط لاتین (یا روماجی در ژاپنی) تا حد معینی استفاده می‌شود، مثلاً برای حروف اختصاری وارداتی و برای رونویسی نام‌های ژاپنی و در موارد دیگری که غیرژاپنی‌زبان‌ها باید بدانند چگونه یک کلمه را تلفظ کنند (مانند «رامن» در رستوران). اعداد عربی هنگام شمارش بسیار رایج‌تر از کانجی هستند، اما اعداد کانجی همچنان در ترکیباتی مانند統一 (تویتسو؛ «یکپارچگی») استفاده می‌شوند.
از نظر تاریخی، تلاش‌هایی برای محدود کردن شمار واژگان کانجی مورد استفاده در اواسط سده نوزدهم آغاز شد، اما تا پس از شکست ژاپن در جنگ جهانی دوم از طرف دولت اقدامی نشد. در طول دوره اشغال پس از جنگ (و تحت تأثیر نظرات برخی از مقامات آمریکایی)، طرح‌های مختلفی از جمله لغو کامل کانجی و استفاده انحصاری از روماجی در نظر گرفته شد. طرح جویو کانجی («کانجی استفاده معمول»، که در اصل تویو کانجی [کانجی برای استفاده عمومی] نامیده می‌شد) به عنوان یک راه حل سازش پدید آمد.

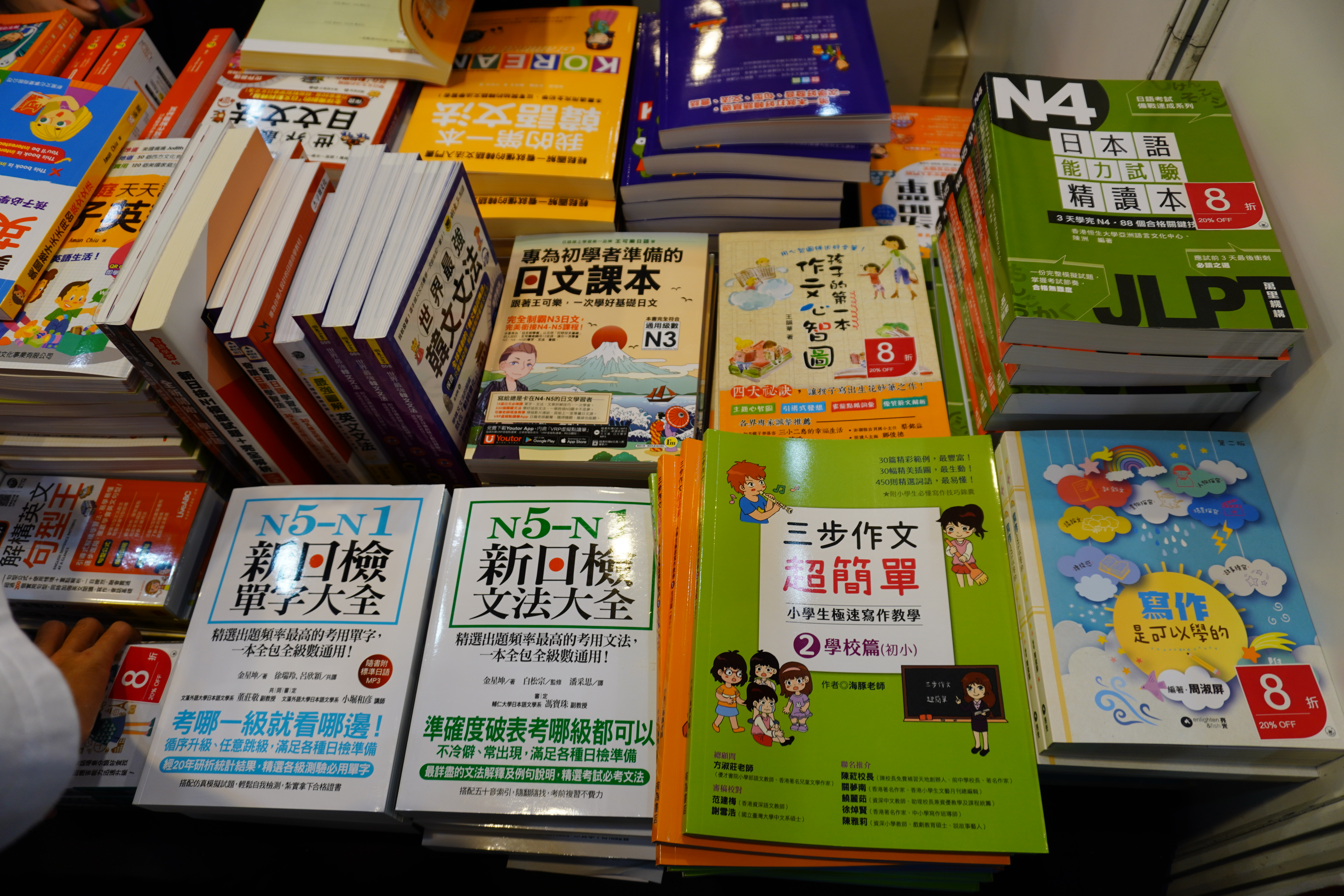
کتاب‌های آموزش ژاپنی

دانش‌آموزان ژاپنی از سال اول مدرسه ابتدایی شروع به یادگیری کانجی می‌کنند. دستورالعملی که توسط وزارت آموزش ژاپن ایجاد شده‌است، فهرستی از کیوئیکو کانجی («کانجی آموزشی»، زیرمجموعه‌ای از جویو کانجی)، ۱۰۰۶ نویسه ساده را که یک کودک باید تا پایان کلاس ششم یاد بگیرد، مشخص می‌کند. کودکان به مطالعه ۱۱۳۰ نویسه دیگر در دبیرستان ادامه می‌دهند که در مجموع ۲۱۳۶ جویو کانجی را شامل می‌شود. فهرست رسمی جویو کانجی چندین بار مورد بازبینی قرار گرفت، اما تعداد کل نویسه‌های رسمی تاییدشده تا حد زیادی بدون تغییر باقی مانده‌است.
در مورد کانجی برای نام‌های افراد، شرایط تا حدودی پیچیده‌است. جویو کانجی و جینمیو کانجی (ضمیمه‌ای از نویسه‌های اضافی برای نام‌ها) برای ثبت نام‌های افراد تهیه شده‌اند. از ثبت نام‌های دارای نویسه‌های تاییدنشده خودداری می‌گردد. با این حال، مانند فهرست جویو کانجی، معیارهای گنجاندن نویسه‌ها در جینمیو کانجی اغلب دلخواه بوده که منجر به عدم تأیید بسیاری از نویسه‌های رایج و محبوب برای استفاده شده‌است. فهرست جینمیو کانجی تحت فشار مردم و به دنبال تصمیم دادگاه مبنی بر غیرقانونی بودن محدودیت نویسه‌های رایج، از ۹۲ عدد در سال ۱۹۵۱ (سالی که برای نخستین بار حکم آن صادر شد) به ۹۸۳ در سال ۲۰۰۴ افزایش یافت. افزون بر این، خانواده‌هایی که نام آن‌ها در این فهرست‌ها وجود ندارد، مجاز به استفاده از گونه‌های قدیمی‌تر هستند.

## به عنوان زبان خارجی

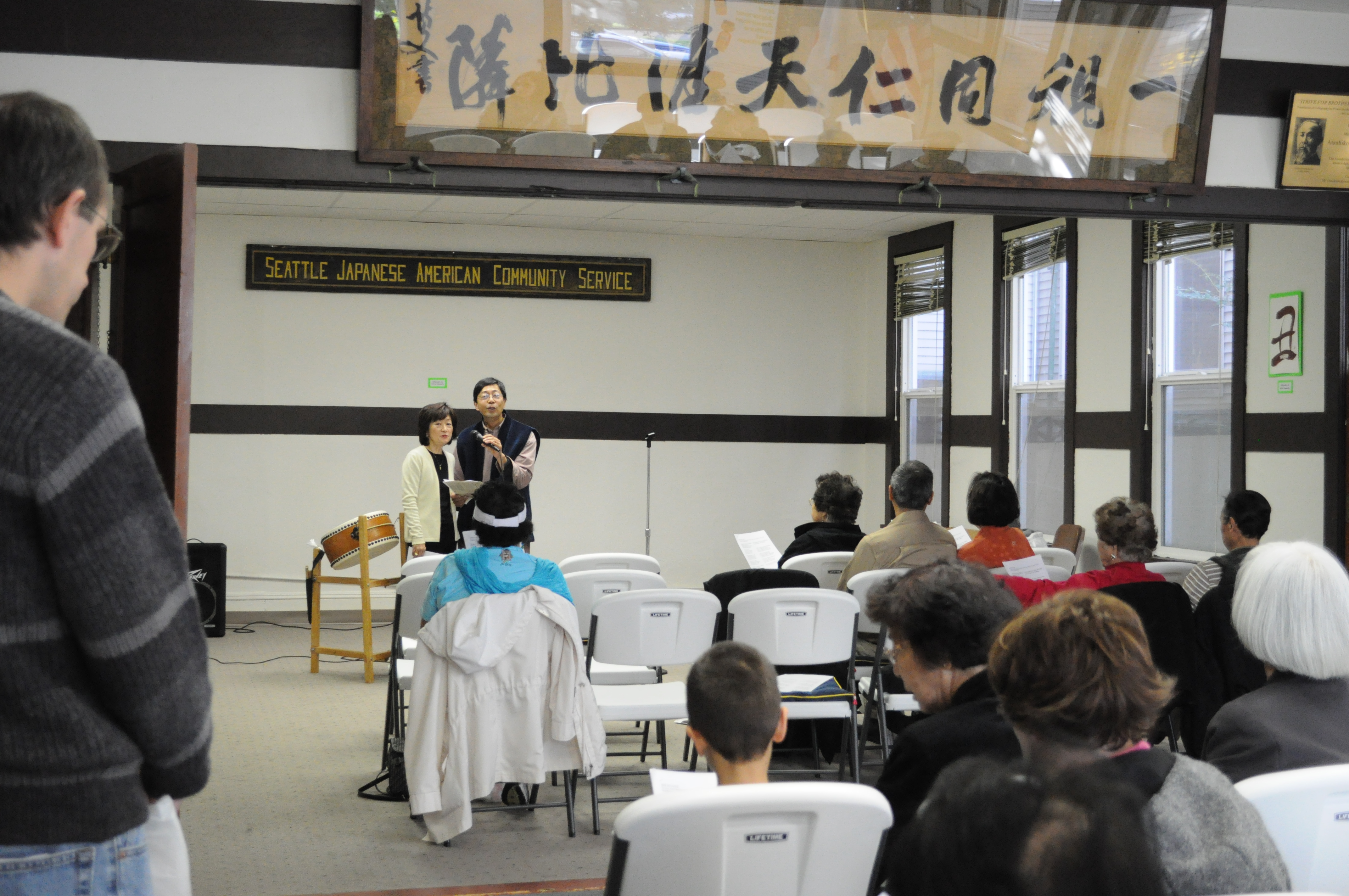
کلاس آموزش ژاپنی در سیاتل، آمریکا

بسیاری از دانشگاه‌های بزرگ در سراسر جهان دوره‌های زبان ژاپنی را برگزار می‌کنند و تعدادی از مدارس متوسطه و حتی ابتدایی در سراسر جهان دوره‌هایی را به این زبان برگزار می‌کنند. این افزایش قابل توجهی از پیش از جنگ جهانی دوم است. در سال ۱۹۴۰ فقط ۶۵ آمریکایی غیر ژاپنی قادر به خواندن و نوشتن و درک زبان بودند.
علاقه بین‌المللی به زبان ژاپنی به سده نوزدهم برمی‌گردد، اما به دنبال حباب اقتصادی ژاپن در دهه ۱۹۸۰ و فرهنگ عامه ژاپن (همانند انیمه‌ها و بازی‌های ویدئویی) از دهه ۱۹۹۰ محبوبیت جهانی زبان ژاپنی بیشتر شده‌است. تا سال ۲۰۱۵، بیش از ۳٫۶ میلیون نفر در سراسر جهان، عمدتاً در شرق و جنوب شرق آسیا، این زبان را مطالعه می‌کردند. نزدیک به ۱ میلیون چینی، ۷۴۵٬۰۰۰ اندونزیایی، ۵۵۶٬۰۰۰ کره جنوبی و ۳۵۷٬۰۰۰ استرالیایی در موسسات آموزشی ژاپن تحصیل کرده‌اند. در میان سال‌های ۲۰۱۲ و ۲۰۱۵ رشد زبان‌آموزان در استرالیا (۲۰٫۵٪)، تایلند (۳۴٫۱٪)، ویتنام (۳۸٫۷٪) و فیلیپین (۵۴٫۴٪) قابل توجه بود.
دولت ژاپن آزمون‌های استانداردی را برای سنجش درک گفتاری و نوشتاری زبان ژاپنی برای زبان‌آموزان زبان دوم ارائه می‌کند که شناخته‌شده‌ترین آن آزمون سنجش توانایی زبان ژاپنی (JLPT) است که دوبار در سال در پنج سطح از N1 که بالاترین سطح است تا N5، برگزار می‌شود.

### در ایران
زبان ژاپنی در ایران نیز در حال محبوب شدن است. از سال ۱۳۷۳ رشته زبان و ادبیات ژاپنی در دو مقطع کارشناسی و کارشناسی ارشد در دانشگاه تهران آموزش داده می‌شود. در تهران و برخی از مراکز استان‌ها نیز موسسات آموزش زبان ژاپنی راه‌اندازی شده‌است.

## نمونه‌ها
ماده ۱ اعلامیه جهانی حقوق بشر به زبان ژاپنی:
すべて の 人間 は、 生まれながら に して 自由 で あり、 かつ、 尊厳 と 権利 と に ついて 平等 で ある。 人間 は、 理性 と 良心 と を 授けられて おり、 互い に 同胞 の 精神 を もって 行動 しなければ ならない。
Subete no ningen wa, umarenagara ni shite jiyū de ari, katsu, songen to kenri to ni tsuite byōdō de aru. Ningen wa, risei to ryōshin to o sazukerarete ori, tagai ni dōhō no seishin o motte kōdō shinakereba naranai.
همهٔ افراد بشر آزاد به دنیا می‌آیند و حیثیت و حقوق‌شان با هم برابر است، همه اندیشه و وجدان دارند و باید در برابر یکدیگر با روح برادری رفتار کنند.}}
چند مثال از کانجی و معنای آن:
| کانجی  | تلفظ    | معنا   |
| ------ | ------- | ------ |
| 土     | tsuchi  | خاک    |
| 天     | ten     | آسمان  |
| 水     | mizu    | آب     |
| 火     | hi      | آتش    |
| 風     | kaze    | باد    |
| 男     | otoko   | مرد    |
| 女     | onna    | زن     |
| 食べる | taberu  | خوردن  |
| 飲む   | nomu    | نوشیدن |
| 大きい | ōkii    | بزرگ   |
| 小さい | chiisai | کوچک   |
| 夜     | yoru    | شب     |
| 日     | hi      | روز    |